# Jean-Jacques Servan-Schreiber
Jean-Jacques Servan-Schreiber (ur. 13 lutego 1924 w Paryżu, zm. 7 listopada 2006 w Fécamp) – francuski dziennikarz i polityk. 
Servan-Schreiber znany jest najbardziej jako założyciel tygodnika L'Express (1953), który szybko stał się jednym z najważniejszych francuskich tygodników opinii. Pod koniec lat 60. zaangażował się w politykę - był przewodniczącym Socjalistycznej Partii Radykalnej (Parti Radical-Socialiste), a w latach 70. zasiadał we francuskim Zgromadzeniu Narodowym. Krótko był również ministrem ds. reform w rządzie Jacques’a Chiraca. 
Jako dziennikarz i polityk był zwolennikiem dekolonizacji (sprzeciwiał się wojnie w Indochinach i Algierii) oraz opowiadał się za decentralizacją państwa.